# Orectanthe sceptrum
Orectanthe sceptrum är en gräsväxtart som först beskrevs av Daniel Oliver, och fick sitt nu gällande namn av Bassett Maguire. Orectanthe sceptrum ingår i släktet Orectanthe och familjen Xyridaceae. Inga underarter finns listade i Catalogue of Life.

## Bildgalleri

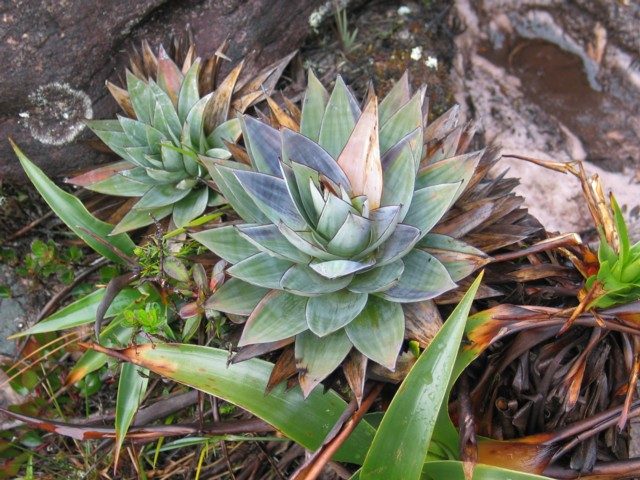
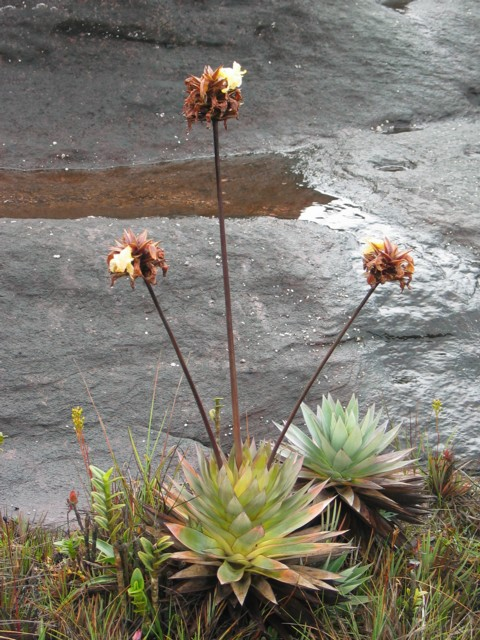
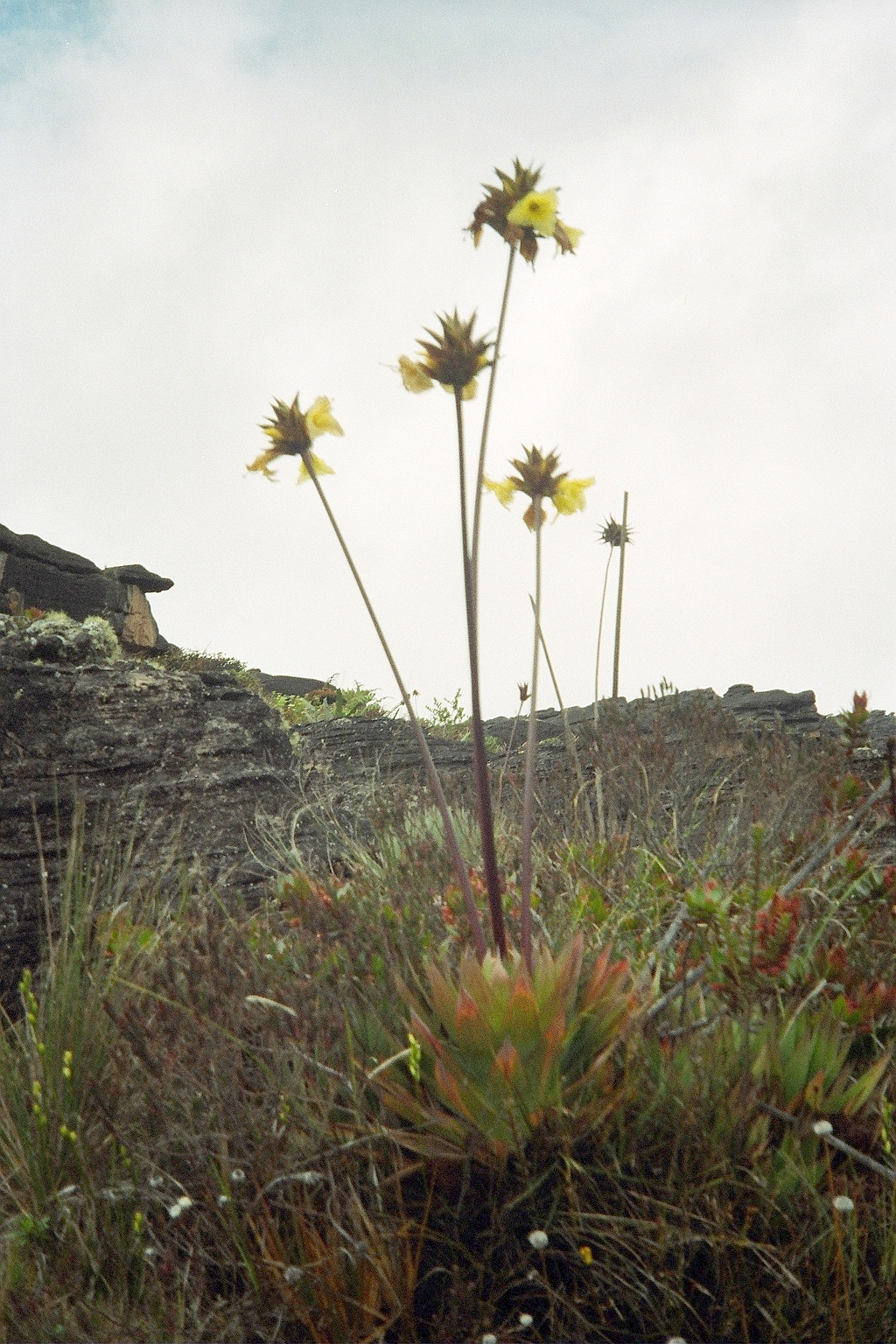
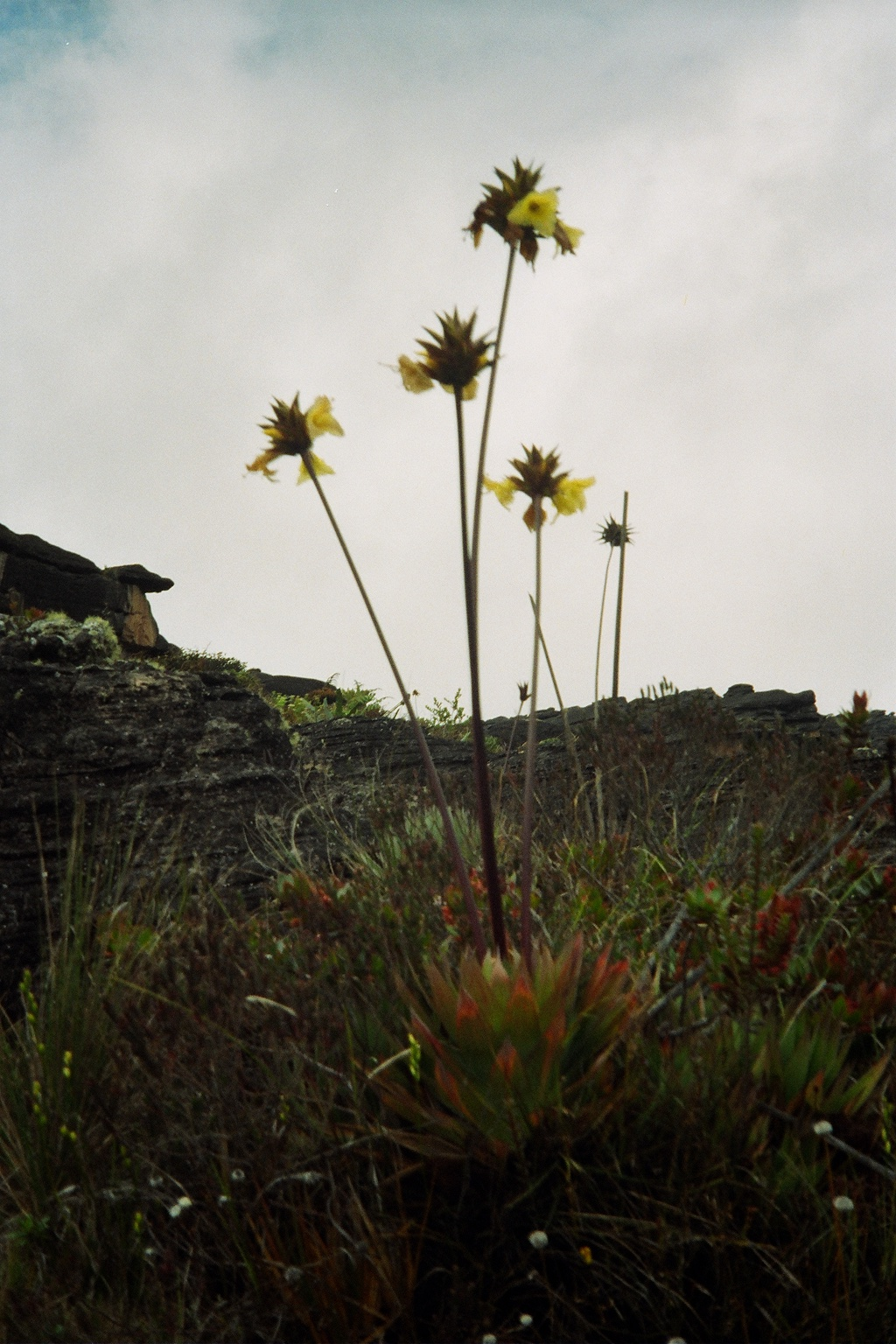